# 羅布·西蒙斯
羅布·西蒙斯（英語：Rob Simmons；1989年4月19日—）是一位澳大利亞橄欖球運動員。他是澳大利亞國家橄欖球隊的一員，代表澳大利亞參加了2015年世界盃橄欖球賽。